# Luigi Negri (homme politique)
Pour les articles homonymes, voir Negri.
Ne doit pas être confondu avec Luigi Negri (archevêque).
Luigi Negri, né le 4 août 1956 à Codogno, est un homme d'État italien, dirigeant de la Lega Lombarda (it).

## Biographie
Né à Codogno le 4 août 1956, Luigi Negri est diplômé en architecture à l'École polytechnique de Milan avec sa thèse Giovanni Battista Barattieri e l'architettura d'acque (Giovanni Battista Barattieri et l'architecture de l'eau). Sa passion pour l'histoire de l'art l'amène à approfondir avant tout l'étude de la porcelaine et à les collectionner. Il s'applique notamment à l'étude de la porcelaine allemande, notamment de Meissen, première manufacture européenne, fondée en 1710. Il participe à nombreuses expositions nationales et internationales dont l'Esposizione antiquari milanesi à Milan, la Mercateinfiera à Parme et au Salon des antiquaires à Antibes.

### Activité politique
Passionné de politique depuis toujours, fédéraliste et pro-européen convaincu, il rejoint en 1987 la nouvelle « Ligue lombarde ».
Aux élections législatives d'avril 1992, il est élu à la Chambre des députés du district de Milan-Pavie.
Au cours de la onzième législature, il est membre de la VIIe commission « Culture, science et éducation » et de la « Commission bicamérale pour le discours général et la surveillance des services de radio et de télévision ».
Lors du deuxième congrès de la Ligue lombarde (Assago, 11-12 décembre 1993), Negri est élu secrétaire par acclamation. En 1994 Negri, candidat à la Chambre des députés au collège 2 de Milan (Venise - Buenos Aires) est réélu à Montecitorio.
Le 2 octobre 1994, il est réélu secrétaire lors du troisième congrès national de la Ligue lombarde-Ligue du Nord.
Au cours de la XIIe législature, il est membre des Commissions I « Affaires constitutionnelles », III « Affaires étrangères et communautaires » et XIII « Agriculture ».
Au début de la XIIIe législature, le président de la Chambre Luciano Violante l'invite, avec un groupe d'autres députés architectes, à élaborer un projet de réorganisation de la piazza Montecitorio. Au cours de cette même législature, il est membre de la IXe commission « Transports, postes et télécommunications », de la Xe « Activités de production, commerce et tourisme » et de la bicamérale « Affaires régionales ».